# Aborch slott
Aborch slott (finska: Jokilinna) var ett medeltida slott beläget i Satakunta. Slottet byggdes mellan 1387 och 1395 och revs redan i början av 1400-talet. Dess läge föll därefter i glömska. Aborch låg antingen i eller bredvid Kumo älv. 

## Slottets historia
Aborch slott grundades på order av kung Albrekt av Mecklenburg för att ersätta Kumo slott som revs 1367. Liksom föregångaren fungerade det som administrativt säte för Satakunta fögderi. Det omnämns första gången i augusti 1395, när lagman Jeppe Djäkn överlämnade slottet och fögderiet till Knut Bosson (Grip). I brevet nämns Åbo slott, Wartholm i Nyland, Vreghdenborch slott och Aborch slott i Satakunta. Men det är oklart var exakt Aborch låg. I ett avtal mellan Jeppe Djäkn och Albrekt Mecklenburg från 1387 nämns inte Aborch, varför det sannolikt byggdes mellan 1387 och 1395. 
Aborch och de andra slotten som övertogs av Knut Bosson (Grip), fungerade ett tag efter våren 1398 som bas för Vitaliebröderna och deras opposition mot drottning Drottning Margareta. De flesta av bröderna lämnade slottet på våren 1399, resten av dem förblev i slottens tjänst. Abroch avskaffades i slutet av 1410-talet tillsammans med Vreghdenbourch slott. Den nya Kumo gårds slottslän styrdes från Kumo herrgård .

## Möjliga platser
Den oftast föreslagna platserna för Aborch är Harola slottsholme, Kumo slott eller en ön vid mynningen av Kumo älv nära dagens Björneborg. Om Aborch och Kumo slott var belägna på samma plats så innebär det att den senare egentligen inte revs 1367. Slottets status skulle bara ha ändrats till en vanlig kungsgård. Enligt Tapio Salminen är detta osannolikt.
Den fjärde möjliga platsen Isoluoto (Storholmen), som ligger i Kumo, mindre än en och en halv kilometer uppströms från Linnanluoto (Slottsholmen). På Isoluoto, som ligger utanför Kumo gård, fanns ännu på 1870-talet lämningar av tegelbyggnader. Två upphittade pilspetsar från 1300-talet vittnar om att det funnits tidig aktivitet på holmen. Kumo gård låg också en gång på Isoluoto innan den flyttades. Därför hörde säkert en del av byggnationen till gården. 
Det har också diskuterats om inte slottet precis som Vreghdenborch och Korsholms slott kunde ha legat på en ö i älvmynningen. Älvdeltat var ännu vid denna tid samfälld mark. Det är möjligt att sedan Kumo slott revs övertog kronan en del av marken eller någon holme för att bygga det nya slottet. Denna ö låg någonstans mellan den medeltida staden Ulvsby och det nuvarande Björneborg. Denna möjliga placering får stöd i att det antagligen fanns någon form av fästning här redan innan staden grundades 1558. Bland annat nämns det i grunläggningsbrevet från  hertig Johan att det fanns ett slott där. Detta äldre slott skulle ha gett namnet åt den nya staden. 